# Седова, Наталья Николаевна
Ната́лья Никола́евна Седо́ва (род. 18 сентября 1948, Ворошиловград) — советский и российский философ

, специалист по биоэтике и этнологии. Доктор философских наук, доктор юридических наук, профессор. Заслуженный деятель науки РФ.

## Биография
Родилась 18 сентября 1948 года.
В 1966 году окончив школу золотой медалью, поступила философский факультет МГУ имени М. В. Ломоносова, который окончила в 1971 г.
С 1971 года работает в ВолгГМУ (кафедра марксизма и ленинизма).
В 1976 году в Саратовском государственном университете имени Н. Г. Чернышевского защитила диссертацию на соискание учёной степени кандидата философских наук по теме «Методологические вопросы взаимосвязи социалистического интернационализма и активности личности» (специальность 09.00.01 — диалектический и исторический материализм).
С мая 1984 года по август 2022 года — заведующий кафедрой философии, биоэтики и права с курсом социологии медицины ВолгГМУ.
В 1991 году защитила диссертацию на соискание учёной степени доктора философских наук по теме « Этническое и социальное в мировоззрении личности» (специальность 09.00.01 — диалектический и исторический материализм).
В 2005 году в Ростовском юридическом институте МВД России защитила диссертацию на соискание учёной степени доктора юридических наук по теме «Юридическая институционализация субъектов биоэтики в правовом поле современной России» (специальность 23.00.02 — политические институты, этнополитическая конфликтология, национальные и политические процессы и технологии (юридические науки)); научный консультант — доктор юридических наук, профессор П. А. Баранов; официальные оппоненты — доктор юридических наук, доцент А. И. Овчинников, доктор юридических наук, профессор А. М. Шадже и член-корреспондент РАН, доктор философских наук, профессор Б. Г. Юдин; ведущая организация — Ростовский государственный университет.
С сентября 2022 года — руководитель Высшей школы медицинской гуманитаристики Института общественного здоровья ВолгГМУ . Профессор кафедры философии, биоэтики и права с курсом социологии медицины ВолгГМУ.
Член ученого совета ВолгГМУ. Руководитель диссертационной комиссии. Член совета по этике клинических исследований МинЗдрава РФ.
Личная жизнь
Муж — Борис Александрович Навроцкий (1941—2021) — Доктор философский наук, профессор, заведующий кафедрой философии, социологии и психологии ГОУ ВПО «Волгоградский государственный архитектурно-строительный университет». Скончался 4 июня 2021 г. от последствий коронавирусной инфекции.
Есть сын.

## Научные разработки
Сфера научных интересов — этнология, философия, антропология, биоэтика. Выдвинула и обосновала идею этносоциального конфликта (1989) как одной из закономерностей антропологического кризиса (1997). Трактует этническую определённость как необходимое условие сохранения генофонда человечества, констатирует и исследует противоречие между этнической обособленностью и технологической унификацией культуры как объективную закономерность развития социума.

## Научные труды
- Проблема смысла жизни. Волгоград, 1987
- Интернационализм. Патриотизм. Личность. Волгоград, 1989
- Человек этнический. Уч. пос. Волгоград, 1994
- Философия человека. Волгоград, 1997
- Основы биоэтики. Волгоград, 1998
- Institualisation of Bioethics as a Social problem // 5-th World Congress of Bioethics. London, 2000; Этносоциальная темпоральность России // В. РФО. 2000. № 2
- Проблема качества жизни в биоэтике. Волгоград, 2001